# Radio Athlone
Radio Athlone (irisch: Raidió Átha Luain, ursprünglich: 2RN) war ein irischer Rundfunksender in der Nähe von Athlone im Zentrum Irlands.

## Geschichte
Im Jahr 1926 hatte Douglas Hyde, der spätere erste Präsident der Republik Irland, den ersten Radiosender des jungen Irischen Freistaats (1922–1937) feierlich in Betrieb genommen. Dieser trug das Rufzeichen 2RN und stand auf dem Gelände der McKee Barracks unweit des Phoenix Parks in Dublin. Technisch handelte es sich um eine Sendeanlage nach Marconi mit einer Ausgangsleistung von 1,5 kW. Er sendete auf einer Wellenlänge von 380 m, entsprechend einer Frequenz von rund 790 kHz, also im Mittelwellenband.
Bis 1932 wurde der Standort des Senders nach Moydrum, knapp 5 km östlich von Athlone, und damit in die Mitte der Insel Irland verlegt. Dies versprach eine optimale Abdeckung des ganzen Landes. Zugleich wurde die Sendeleistung auf zunächst 60 kW erhöht.
Am 6. Februar 1933 eröffnete der irische Regierungschef (Taoiseach) Éamon de Valera offiziell diesen neuen leistungsstarken Rundfunksender, genannt Radio Athlone, im Zentrum des Landes. Während der Eröffnungsfeier wandte er sich auf Irisch an das Publikum mit den Worten:

„Droichead nua Átha Luain is ea é, droichead idir na Gaeil in Éirinn agus Gaeil in imirce.“

„Es ist die neue Brücke von Athlone, eine Brücke zwischen den Iren in Irland und den ausgewanderten Iren.“

Radio Athlone sendete zunächst auf Welle 413 m (726 kHz) mit 80 kW. Kurze Zeit später wurde die Leistung auf 100 kW gesteigert. Als Antenne diente eine T‑Antenne, die zwischen zwei jeweils knapp 100 m hohen Masten gespannt war (siehe auch: Foto unter Weblinks).
Im Jahr 1937 wurde Radio Éireann (deutsch Radio Irland) der neue Name des nationalen irischen Rundfunkdienstes, dessen Sendestandort weiter bei Athlone blieb. Ende der 1950er-Jahre wurde der alte Marconi-Sender dort durch eine moderne Anlage von Brown, Boveri & Cie. (BBC) ergänzt beziehungsweise ersetzt. Anfang der 1960er-Jahre sendete Athlone auf 530 m (566 kHz). Kurz darauf, nach Aufnahme des Fernsehfunks am Silvesterabend 1961, bekam der Sender im Jahr 1966 seinen heutigen Namen: Raidió Teilifís Éireann (RTÉ).
1975 entstand eine neue Sendeanlage in Tullamore, rund 30 km südöstlich, und die Rundfunkausstrahlungen wurden dorthin verlagert, sodass die Sendeanlage in Athlone vorübergehend außer Betrieb war. Mit dem Start des zweiten irischen Rundfunkprogramms Radio 2FM im Jahr 1979 wurde der Standort Athlone reaktiviert und strahlte dieses Programm auf der Frequenz 612 kHz aus. Am 12. April 2004 stellte RTÉ die Mittelwellenausstrahlung des Programms 2FM und damit den Betrieb des Senders Athlone ein.
Die alten Sendegebäude am Standort nahe Athlone mit den inzwischen lange außer Betrieb gesetzten, aber noch vorhandenen, Funkanlagen von Marconi und BBC können besichtigt werden (siehe auch: Bericht Athlone transmitting station mit Fotos unter Weblinks).